# Dzintars Zirnis
Dzintars Zirnis (Riga, 1977. április 25. –) lett válogatott  labdarúgó, jelenleg a Liepājas Metalurgs játékosa. Posztját tekintve hátvéd.
A lett válogatott tagjaként részt vett a 2004-es Európa-bajnokságon.

## Sikerei, díjai
Liepājas Metalurgs
- Lett bajnok (1): 2005
- Lett kupagyőztes (1): 2006